# Shenzhou 20
Shenzhou 20 är en bemannad flygning med en kinesisk rymdfarkost av typen Shenzhou. Den sköts upp med en Chang Zheng 2F/G raket från Jiuquans satellituppskjutningscenter i Inre Mongoliet den 24 april 2025. Några timmar efter uppskjutningen dockade farkosten med den kinesiska rymdstationen Tiangong.

## Besättning
| Befälhavare    | Chen Dong Hans tredje rymdfärd     |
| Flygingenjör 1 | Chen Zhongrui Hans första rymdfärd |
| Flygingenjör 2 | Wang Jie Hans första rymdfärd      |